# Jules și Jim
Jules și Jim (în franceză Jules et Jim) este un film dramatic romantic din 1962, regizat, produs și coscenarizat de François Truffaut, care se încadrează în Noul val francez. Acțiunea se petrece înainte, în timpul și după Primul Război Mondial și urmărește un triunghi amoros tragic care îi implică pe boemul francez Jim (Henri Serre), timidul său prieten austriac Jules (Oskar Werner) și pe iubita și mai târziu soția lui Jules, Catherine (Jeanne Moreau).
Filmul este bazat pe un roman semi-autobiografic din 1953 de Henri-Pierre Roché, care descrie relația sa cu tânărul scriitor Franz Hessel și cu soția acestuia, Helen Grund. Truffaut a dat peste carte la mijlocul anilor 1950 într-un magazin din Paris și, mai târziu, s-a împrietenit cu Roché. Autorul a aprobat interesul lui Truffaut pentru adaptarea operei.
Filmul a câștigat premiul Étoile de Cristal în 1962, Moreau câștigând premiul pentru cea mai bună actriță în acel an. Filmul a fost clasat pe locul 46 în lista revistei Empire din 2010 cu „Cele mai bune 100 de filme ale cinematografiei mondiale”.

## Rezumat
În 1912, Jules, un scriitor austriac timid stabilit la Paris, se împrietenește cu Jim, un francez extrovertit. Cei doi împărtășesc pasiunea pentru artă și duc o viață boemă. Fascinați de un bust cu un zâmbet enigmatic văzut într-o prezentare de diapozitive, călătoresc spre Marea Adriatică pentru a-l vedea în realitate.
După mai multe relații pasagere, o întâlnesc pe Catherine, o femeie capricioasă și liberă, care le amintește de statuie. Cei trei devin inseparabili. Catherine începe o relație cu Jules, dar influențează profund și viața lui Jim. Deși acesta are o relație cu Gilberte, atracția față de Catherine persistă. Cu puțin timp înainte de izbucnirea Primului Război Mondial, Jules și Catherine se mută în Austria și se căsătoresc. În timpul războiului, Jules și Jim luptă de partea opusă și trăiesc cu teama că s-ar putea ucide reciproc.
După război, Jim îi vizitează pe Jules, Catherine și fiica lor, Sabine, la cabana din Pădurea Neagră. Jules îi mărturisește că mariajul său este tensionat: Catherine are numeroase aventuri și a dispărut cândva timp de șase luni. Încercând să o păstreze aproape, Jules îl încurajează pe Jim să aibă o relație cu ea. Cei trei locuiesc o vreme împreună, dar relația dintre Catherine și Jim se deteriorează din cauza incapacității lor de a avea un copil.
Jim se întoarce la Paris. După o perioadă de corespondență, Catherine îl anunță că este însărcinată și îi propune să se revadă. Reîntâlnirea nu are loc, deoarece Jules îl informează pe Jim că Catherine a pierdut sarcina.
Mai târziu, Jim îl reîntâlnește pe Jules la Paris și află că el și Catherine s-au mutat din nou în Franța. Catherine încearcă să-l recucerească pe Jim, dar acesta o respinge, spunând că intenționează să se căsătorească cu Gilberte. Într-un acces de furie, Catherine scoate o armă, însă Jim o dezarmează și fuge.
Cei trei se reîntâlnesc întâmplător la o proiecție de film, apoi stau la o terasă. Catherine îl convinge pe Jim să urce cu ea în mașină, pretinzând că vrea să-i spună ceva important. Îl roagă pe Jules să îi urmeze. În mod neașteptat, Catherine conduce mașina de pe un pod prăbușit, provocând moartea ei și a lui Jim.
Jules participă la înmormântarea cenușii lor într-un columbarium din cimitirul Père Lachaise. Catherine dorise ca cenușa ei să fie împrăștiată de pe un deal, dar legea de atunci nu permitea acest lucru..

## Distribuție
- Jeanne Moreau – Catherine
- Oskar Werner – Jules
- Henri Serre – Jim
- Vanna Urbino – Gilberte, logodnica lui Jim
- Serge Rezvani – Albert, iubitul ocazional al Catherinei (menționat Boris Bassiak)
- Marie Dubois – Thérèse, fosta iubită a lui Jules
- Sabine Haudepin – Sabine, fiica lui Jules și Catherinei
- Kate Noëlle – Birgitte
- Anny Nelsen – Lucy
- Christiane Wagner – Helga
- Jean-Louis Richard – client într-o cafenea
- Michel Varesano – client într-o cafenea
- Pierre Fabre – bețiv într-o cafenea
- Danielle Bassiak – însoțitoare a lui Albert
- Bernard Largemains – Merlin
- Elen Bober – Mathilde
- Dominique Lacarrière – femeie
- Michel Subor – narator (voce)

## Stil

### Noul Val Francez
Jeanne Moreau întruchipează stilul actriței din Noul val francez. Critica Ginette Vincendeau a definit acest stil ca fiind „frumos, dar într-un fel natural; sexy, dar intelectual în același timp, un fel de sexualitate cerebrală - aceasta era semnul distinctiv al femeii din Noul val”.

### Muzică
Potrivit criticului de film Bosley Crowther de la The New York Times, „conținutul emoțional al filmului este în mare parte transmis de partitura muzicală” realizată de Georges Delerue, pe care a lăudat-o. Coloana sonoră a fost numită una dintre „cele mai bune 10 coloane sonore” de revista Time în lista sa „All Time 100 Movies”.

## Premii și nominalizări
| An   | Ceremonia de premiere                                | Categorie                        | Nominalizat       | Rezultat        |
| ---- | ---------------------------------------------------- | -------------------------------- | ----------------- | --------------- |
| 1963 | BAFTA                                                | Cel mai bun film din orice sursă | Jules și Jim      | Nominalizare    |
| 1963 | BAFTA                                                | Cea mai bună actriță străină     | Jeanne Moreau     | Nominalizare    |
| 1963 | Premiile Bodil                                       | Cel mai bun film european        | Jules și Jim      | Câștigat        |
| 1963 | Sindicatul Național Italian al Jurnaliștilor de Film | Cel mai bun regizor străin       | François Truffaut | Câștigat        |
| 1962 | Cahiers du cinéma                                    | Annual Top 10 Lists              | François Truffaut | Format:Tragerea |
| 1962 | Mar del Plata Film Festival                          | Cel mai bun film                 | François Truffaut | Nominalizare    |
| 1962 | Mar del Plata Film Festival                          | Cel mai bun regizor              | François Truffaut | Câștigat        |

## Influență
Conform ShortList, „Energia ritmică a filmului Băieți buni (1990) a fost influențată de dragostea lui Martin Scorsese pentru cinematografia Noului val francez, în special pentru clasicul triunghi amoros sortit eșecului al lui François Truffaut, Jules și Jim. El își dorea o voce off similară la început, împreună cu o narațiune extinsă, cadre rapide și cadre înghețate.”
Producția filmului Jules și Jim a făcut obiectul unui documentar regizat în 2009 de Thierry Tripod.